# Biu
Biu és una ciutat de Nigèria, al sud de l'estat de Bornu. Es centre d'una LGA (Local Government Area) amb una població de 176.072 habitants (2.006). És també la capital de l'emirat de Biu, un important regne, ara emirat tradicional.